# ニコライ・コロトコフ

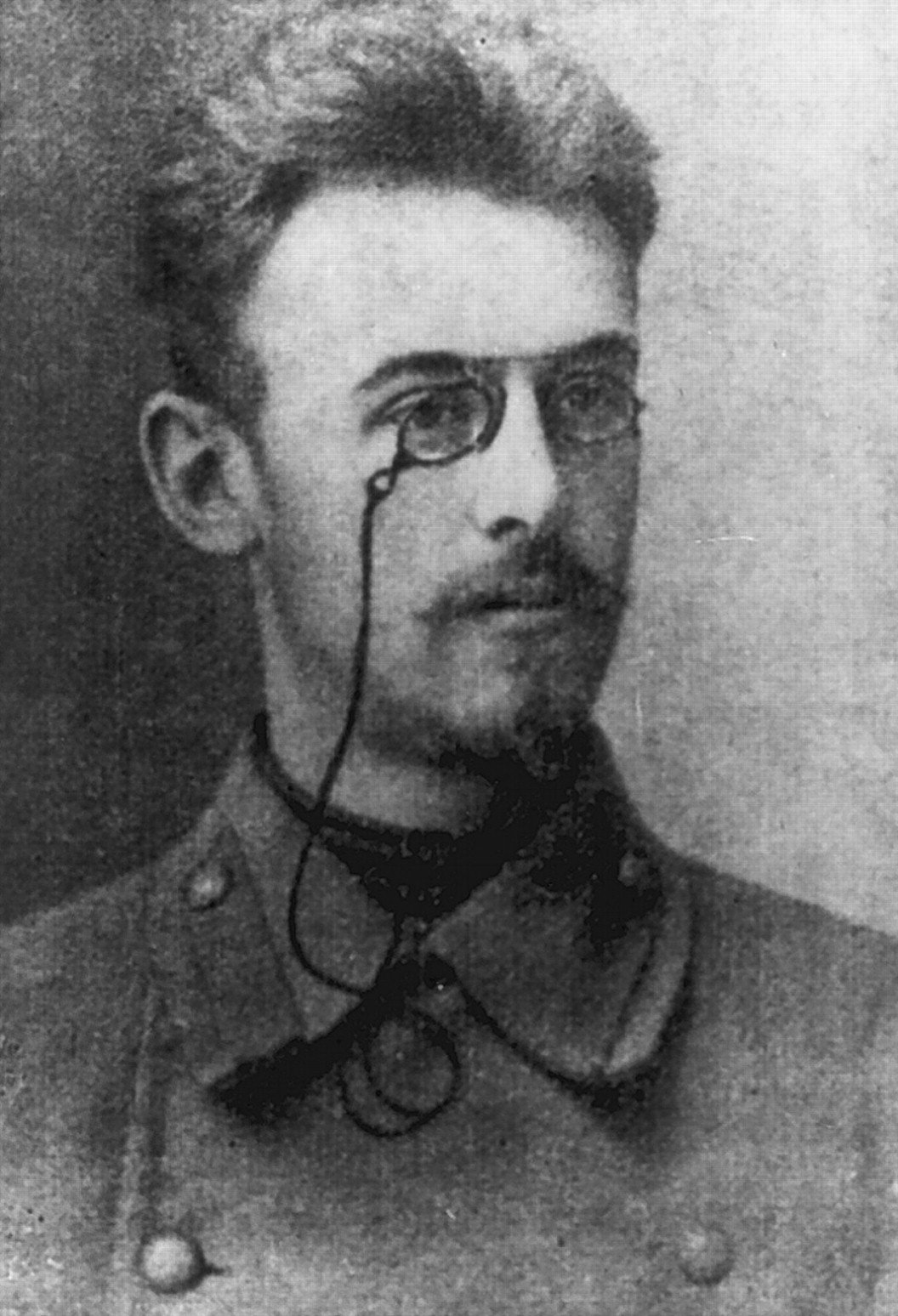
ニコライ・セルゲイエヴィチ・コロトコフ (1874–1920)

ニコライ・セルゲイエヴィチ・コロトコフ (Николай Сергеевич Коротков、1874年2月26日、クルスク - 1920年3月14日、レニングラード) はロシアの外科医。血圧の測定に使われるコロトコフ音の発見者として知られている。
不遇で若死にしたためにその生涯は最近までよく知られていなかった。彼自身の息子のセルゲイ・コロトコフ（1905年-1977年）は医者で、コロトコフ音を使って毎日血圧を測っていたが、医学校を卒業してから14年後になってはじめて、その方法がかれの父親の発明したものであることを知ったということである。

## 生涯
1874年2月26日、クルスクの商人の息子として生まれる。1893年にクルスクの中等学校を卒業し、ハリコフ大学へ進学し、1898年モスクワ大学医学部を優秀な成績で卒業するが、1900年5月になってから当時有名だったアレクサンドル・ボプコフの外科医局で無給医の地位を得る。1900年6月に義和団の乱勃発に際して赤十字の医療隊に志願し、ブラゴヴェシチェンスクとハバロフスクでロシア軍の傷病者の病院ではたらく。同年の末、乱が収束したので海路インド洋経由でモスクワへ戻る。1903年ボプコフの医局にいたフョードロフについて、ペテルブルクの軍事医学校へ移る。そこで博士号の予備試験に合格するが、1904年日露戦争が始まり、赤十字の医療隊に志願し満州へいく。妻となる看護婦のイェレーナとハルビンで外科の軍医として働く。1905年4月にペテルブルクへ戻る。同年11月にカフと聴診器の組み合わせでコロトコフ音を聴く血圧の測定法を最初に報告し、12月に再報告する。この方法によって、最高血圧だけでなく最低血圧も同時に測ることができる。これが当時ロシアの血圧の権威だったミハイル・ヤノフスキーに認められた。血圧を測る標準的な方法として現在世界中で使われている。
しかしコロトコフはその年に肺結核を発病し、療養のためにクルスクで休養し、1907年にシベリアのヴィチムスコ・オレクミンスキー鉱山区で医師をつとめる。1910年に健康が回復し、ペテルブルクへもどり、5月に医学博士号を得る。肺結核が再発したので転地療法のため、12月にシベリアのレナ鉱山の医師を二年つとめる契約をし、1911年の夏赴任する。そこで1912年2月に鉱夫のストライキが起き、4月にその武力的弾圧で270名の鉱夫が殺される事件（レナ虐殺事件）に遭う。この時、コロトコフは銃弾を受けた鉱夫の手当をする。1913年にペテルブルクへ戻り、1914年2月に新しくできたピョートル大帝病院の外科医になる。しかしその年に第一次世界大戦が起こったので、志願して10月に軍医になりツァールスコエ・セローの軍事病院で働き病状が悪化するが1918年まで務める。それ以後、ペトログラードのメチニコフ病院(元ピョートル大帝病院)につとめ、最後には赤軍病院で働いた。1920年3月14日、ペトログラードで肺結核のため死亡。
ペトログラード改めサンクトペテルブルクのボゴスロフスコエ墓地に埋葬されている。

## 引用文献
1. ↑  Konstantinov, I. E., Nikolai S. Korotkov: A story of an unknown surgeon with an immortal name, Surgery (1998) 123: 371-380

## 著作
- 血圧を調べる方法の問題。К вопросу о методах исследования кровяного давления. Известия Имп. воен.-мед. акад. (1905) 11:365.　英訳 Concerning the problem of the methods of blood pressure measurement, J. Hypertension (2005)23:5
- 血圧を決定する方法の問題。К вопросу о методах определения кровяного давления, Известия Имп. воен.-мед. акад. (1905) 12:254.
- 動脈の力を測定する実験。学位論文。Опыт определения силы артериальных коллатералей, дисс., СПб., 1910.

## 文献
- Konstantinov, I. E., Nikolai S. Korotkov: A story of an unknown surgeon with an immortal name, Surgery (1998) 123: 371-380
- Попов, С. Е., Лекар Николай Коротков, Скт. Петербург, Лениздат, 1996.

## 関係項目
- 血圧計